# 패티 러블리스
패티 러블리스(Patty Loveless, 1957년 1월 4일 ~ )는 미국의 싱어송라이터이다.